# Sanseru
Sanseru è un kata di karate, maggiormente noto nello stile del Gōjū-ryū, del Ryūei-ryū e del Shito-Ryu.

## Caratteristiche nello stile Gōjū-ryū
Sanseru è il tredicesimo kata di karate  dello stile Gōjū-ryū ed il terzo dei kata superiori (Kaishuu kata).
In caratteri cinesi Sanseru corrisponde al numero 36. Simbolicamente è dato dal prodotto 6x6; i primi 6 numeri rappresentano gli occhi, le orecchie, il naso, la lingua, il corpo e lo spirito; i secondi 6 simbolizzano i colori, la voce, l'olfatto, il gusto, il tatto e la giustizia. Di solito viene eseguito per l'esame di cintura nera 2º dan.

## Tecniche del kata nello stile Gōjū-ryū
Il kata è caratterizzato dalla presenza del kansetsu geri tecnica che mira alla rottura dell'articolazione del ginocchio ("kansetsu" articolazioni, "geri" calcio) e di altri colpi "a rompere".